# Campionati mondiali di canoa/kayak 2009
I XXXVII Campionati mondiali di canoa/kayak si sono svolti a Dartmouth (Canada) dal 12 al 16 agosto 2009.

## Medagliere
| Posizione | Paese       | Oro | Argento | Bronzo | Totale |
| --------- | ----------- | --- | ------- | ------ | ------ |
| 1         | Germania    | 7   | 8       | 3      | 18     |
| 2         | Bielorussia | 7   | 0       | 0      | 7      |
| 3         | Ungheria    | 6   | 4       | 2      | 12     |
| 4         | Spagna      | 2   | 1       | 1      | 4      |
| 5         | Russia      | 1   | 5       | 3      | 9      |
| 6         | Azerbaigian | 1   | 1       | 1      | 3      |
| 7         | Polonia     | 1   | 1       | 0      | 2      |
| 8         | Lituania    | 1   | 0       | 1      | 2      |
| 9         | Uzbekistan  | 1   | 0       | 0      | 1      |
| 10        | Francia     | 0   | 2       | 4      | 6      |
| 11        | Svezia      | 0   | 2       | 1      | 3      |
| 12        | Slovacchia  | 0   | 1       | 2      | 3      |
| 13        | Australia   | 0   | 1       | 1      | 2      |
| 14        | Ucraina     | 0   | 1       | 0      | 1      |
| 15        | Canada      | 0   | 0       | 3      | 3      |
| 16        | Cuba        | 0   | 0       | 1      | 1      |
| 16        | Italia      | 0   | 0       | 1      | 1      |
| 16        | Portogallo  | 0   | 0       | 1      | 1      |
| 16        | Romania     | 0   | 0       | 1      | 1      |
| 16        | Sudafrica   | 0   | 0       | 1      | 1      |
| Totale    | Totale      | 27  | 27      | 27     | 81     |

## Podi

### Uomini
| Evento       | Oro                                                                                            | Perform. | Argento                                                                   | Perform. | Bronzo                                                                     | Perform. |
| Canoa        |                                                                                                |          |                                                                           |          |                                                                            |          |
| C1 - 200 m   | Azerbaigian Valentyn Demyanenko                                                                | 39.048   | Russia Nikolay Lipkin                                                     | 39.234   | Lituania Evgeny Shuklin                                                    | 39.978   |
| C1 - 500 m   | Bielorussia Dzianis Harazha                                                                    | 1:49.723 | Russia Nikolay Lipkin                                                     | 1:49.750 | Francia Mathieu Goubel                                                     | 1:50.714 |
| C1 - 1000 m  | Uzbekistan Vadim Menkov                                                                        | 3:55.497 | Francia Mathieu Goubel                                                    | 3:56.047 | Germania Sebastian Brendel                                                 | 4:00.215 |
| C1 - 4X200 m | Russia Yevgeniy Ignatov Nikolay Lipkin Viktor Melantev Ivan Shtyl                              | 2:49.838 | Ungheria Attila Bozsil László Foltán Gábor Horváth Attila Vajda           | 2:51.977 | Francia Mathieu Goubel Thomas Simart William Tchamba Bertrand Hemonic      | 2:52.455 |
| C2 - 200 m   | Lituania Tomas Gadeikis Raimundas Labuckas                                                     | 36.433   | Russia Yevgeniy Ignatov Ivan Shtyl                                        | 36.753   | Germania Stefan Holtz Robert Nuck                                          | 37.085   |
| C2 - 500 m   | Germania Stefan Holtz Robert Nuck                                                              | 1:41.310 | Russia Yevgeniy Ignatov Ivan Shtyl                                        | 1:41.782 | Azerbaigian Sergey Bezugliy Maksim Prokopenko                              | 1:42.660 |
| C2 - 1000 m  | Germania Erik Leue Tomasz Wylenzek                                                             | 3:37.380 | Azerbaigian Sergey Bezugliy Maksim Prokopenko                             | 3:37.462 | Russia Nikolay Lipkin Viktor Melantev                                      | 3:38.758 |
| C4 - 200 m   | Bielorussia Aliaksandr Bahdanovich Dzmitry Rabchanka Aliaksandr Vauchetski Dzmitry Vaitsishkin | 34.147   | Russia Aleksandr Kostoglod Nikolay Lipkin Viktor Melantev Sergey Ulegin   | 34.499   | Ungheria Attila Bozsil László Foltán Gábor Horváth Gergo Nemeth            | 35.235   |
| C4 - 1000 m  | Bielorussia Dzianis Harazha Dzmitry Rabchanka Aliaksandr Vauchetski Dzmitry Vaitsishkin        | 3:21.595 | Germania Chris Wend Thomas Lück Erik Rebstock Ronald Verch                | 3:22.141 | Romania Catalin Costache Silviu Simioncencu Iosif Chirila Andrei Cuculici  | 3:23.733 |
| Kayak        |                                                                                                |          |                                                                           |          |                                                                            |          |
| K1 - 200 m   | Germania Ronald Rauhe                                                                          | 35.134   | Ucraina Oleg Kharytonov                                                   | 35.650   | Russia Artem Kononuk                                                       | 35.696   |
| K1 - 500 m   | Germania Ronald Rauhe                                                                          | 1:37.605 | Svezia Anders Gustafsson                                                  | 1:37.679 | Australia Ken Wallace                                                      | 1:38.225 |
| K1 - 1000 m  | Germania Max Hoff                                                                              | 3:29.425 | Svezia Anders Gustafsson                                                  | 3:30.976 | Canada Adam van Koeverden                                                  | 3:31.285 |
| K1 - 4X200 m | Spagna Francisco Llera Saúl Craviotto Carlos Pérez Rial Ekaitz Saies                           | 2:27.422 | Germania Norman Bröckl Jonas Ems Torsten Lubisch Ronald Rauhe             | 2:28.530 | Francia Guillaume Burger Arnaud Hybois Sebastien Jouve Jean Baptiste Lutz  | 2:29.614 |
| K2 - 200 m   | Bielorussia Vadzim Makhneu Raman Piatrushenka                                                  | 32.229   | Spagna Saúl Craviotto Carlos Pérez Rial                                   | 32.231   | Canada Andrew Willows Richard Dober Jr                                     | 32.653   |
| K2 - 500 m   | Bielorussia Vadzim Makhneu Raman Piatrushenka                                                  | 1:29.408 | Ungheria Zoltán Kammerer Gabor Kucsera                                    | 1:29.695 | Germania Hendrick Bertz Marcus Groß                                        | 1:30.372 |
| K2 - 1000 m  | Spagna Emilio Merchan Diego Cosgaya                                                            | 3:14.610 | Australia David Smith Luke Morrison                                       | 3:15.809 | Cuba Reiner Torres Carlos Montalvo                                         | 3:16.071 |
| K4 - 200 m   | Bielorussia Raman Piatrushenka Dziamyan Turchyn Artur Litvinchuk Taras Valko                   | 30.412   | Slovacchia Richard Riszdorfer Michal Riszdorfer Erik Vlček Juraj Tarr     | 30.525   | Russia Alexander Dyachenko Sergey Khovanskiy Stepan Shevchuk Roman Zarubin | 30.608   |
| K4 - 1000 m  | Bielorussia Raman Piatrushenka Aljaksej Abalmasaŭ Artur Litvinchuk Vadzim Makhneu              | 2:57.437 | Francia Guillaume Burger Vincent Lecrubier Philippe Colin Sebastian Jouve | 2:58.022 | Slovacchia Richard Riszdorfer Michal Riszdorfer Erik Vlček Juraj Tarr      | 2:58.593 |

### Donne
| Evento       | Oro                                                                           | Perform. | Argento                                                                        | Perform. | Bronzo                                                                   | Perform. |
| Kayak        |                                                                               |          |                                                                                |          |                                                                          |          |
| K1 - 200 m   | Natasa Janics                                                                 | 40.866   | Marta Walczykiewicz                                                            | 41.209   | Anne Laure Viard                                                         | 41.357   |
| K1 - 500 m   | Natasa Janics                                                                 | 1:51.149 | Katrin Wagner-Augustin                                                         | 1:51.633 | Josefa Idem                                                              | 1:51.860 |
| K1 - 1000 m  | Natasa Janics                                                                 | 3:59.846 | Franziska Weber                                                                | 4:00.429 | Bridgette Hartley                                                        | 4:00.966 |
| K1 - 4X200 m | Germania Fanny Fischer Nicole Reinhardt Katrin Wagner-Augustin Conny Wassmuth | 2:50.806 | Ungheria Zomilla Hegyi Krisztina Fazekas Natasa Janics Timea Paksy             | 2:51.756 | Canada Kia Byers Émilie Fournel Genevieve Orton Karen Furneaux           | 2:54.638 |
| K2 - 200 m   | Ungheria Natasa Janics Katalin Kovács                                         | 37.508   | Germania Fanny Fischer Nicole Reinhardt                                        | 37.682   | Slovacchia Ivana Kmetová Martina Koholová                                | 37.774   |
| K2 - 500 m   | Ungheria Danuta Kozák Gabriella Szabó                                         | 1:41.144 | Germania Fanny Fischer Nicole Reinhardt                                        | 1:42.023 | Svezia Josefin Nordlöw Sofia Paldanius                                   | 1:42.276 |
| K2 - 1000 m  | Polonia Malgorzata Chojnacka Beata Mikołajczyk                                | 3:40.425 | Germania Tina Dietze Carolin Leonhardt                                         | 3:40.502 | Ungheria Dalma Benedek Erika Medveczky                                   | 3:43.020 |
| K4 - 200 m   | Germania Tina Dietze Carolin Leonhardt Katrin Wagner-Augustin Conny Wassmuth  | 35.049   | Ungheria Katalin Kovács Krisztina Fazekas Tímea Paksy Nataša Janić             | 35.075   | Portogallo Beatriz Gomes Helena Rodrigues Teresa Portela Joana Sousa     | 35.657   |
| K4 - 500 m   | Ungheria Dalma Benedek Danuta Kozák Natasa Janics Katalin Kovács              | 1:33.090 | Germania Tina Dietze Carolin Leonhardt Katrin Wagner-Augustin Nicole Reinhardt | 1:33.094 | Spagna Beatriz Manchón Maria Teresa Portela Jana Smidakova Sonia Molanes | 1:34.973 |